# John E. Davis

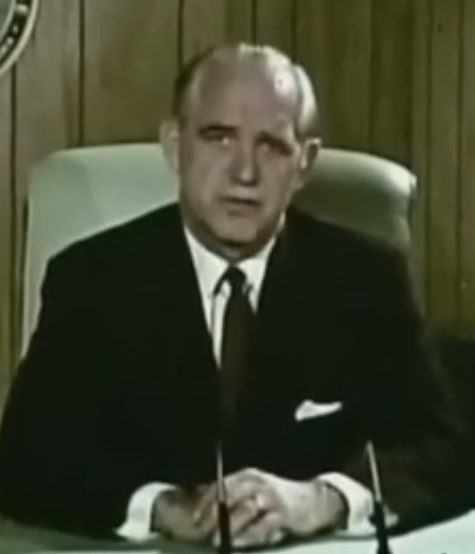
John E. Davis (1969)

John Edward Davis (* 18. April 1913 in Goodrich, Sheridan County, North Dakota; † 12. Mai 1990 in Rancho Mirage, Kalifornien) war ein US-amerikanischer Politiker und der  25. Gouverneur des Bundesstaates North Dakota.

## Leben
Nachdem er einige Jahre die High School in Fargo besucht hatte, bestand Davis die Abschlussprüfung im Jahre 1931 an der Bismarck High School. Später, im Herbst, meldete sich Davis an der University of North Dakota in Grand Forks an. Während seiner Zeit an der Universität war er Anwärter der Studentenverbindung Beta Theta Pi (ΒΘΠ) und war im Reserve Officer Training Corps (ROTC), einem Ausbildungsprogramm für Soldaten, tätig. Er war der ranghöchste Offizier in Scabbard and Blade, einer Organisation ausgewählter ROTC-Offiziere. 1935 schloss er die Universität als Bachelor in Handelswissenschaften ab.
Davis kehrte nach Goodrich zurück und führte das Gut und die Farm seiner Familie. Im Mai 1941 wurde er von der US Army eingezogen. Er wurde zunächst nach Fort Snelling und anschließend nach Camp Robinson in Arkansas geschickt, wo er Kommandant der Kompanie C, 134. Infanterie, Erstes Bataillon, wurde. Er war Augenzeuge zahlreicher Kämpfe in Europa und erhielt die Auszeichnungen Purple Heart, Bronze Star und Silver Star. Er trennte sich am 31. Juli 1945 von der Army und vom Lager McCoy in Wisconsin.

## Politik
Im Jahre 1946 wurde Davis zum Bürgermeister von McClusky, North Dakota gewählt und amtierte bis 1952. In diesem Jahr bemühte er sich erfolgreich um einen Platz im Senat von North Dakota. Dort verblieb er bis 1956, als er republikanischer Kandidat für die Wahl zum Gouverneur wurde. Er besiegte den Demokraten Wally Warner in der Herbstwahl. Im Jahr 1958 wurde er wiedergewählt und amtierte wiederum bis 1960. Im Jahre 1960 war Davis Anwärter für den Senat der Vereinigten Staaten, wurde aber von Quentin N. Burdick geschlagen. Er war wiederum Anwärter für die republikanische Nominierung im Jahre 1964, verlor aber gegen Thomas S. Kleppe. 1966 wurde Davis mit dem Sioux Award, der höchsten Ehre der ehemaligen Schüler der University of North Dakota, ausgezeichnet.
Davis war von 1967 bis 1968 der nationale Kommandant der American Legion und wurde 1969 von Präsident Richard Nixon zum Direktor der Zivilverteidigungsbehörde ernannt. Im Jahre 1972 wurde diese Behörde in Verteidigungs- und Zivilbereitschaftsagentur umbenannt. Im Anschluss an seinen Ruhestand 1976 wurde ihm die Department of Defense Service Medal zugesprochen.
1977 kehrte Davis nach North Dakota zurück, um die Ranch seiner Familie zu führen und um in den Vorstand der First National Bank of McClusky einzutreten. Im Jahre 1978 empfing Davis den Greater North Dakota Award vom Greater North Dakota Zusammenschluss. Er war in vielen Organisationen, wie The Elks, The Masons, The Scottish Rite und The Shrine tätig.
John Davis heiratete Pauline Huntley in 1938. Das Paar hatte drei Kinder: John Jr., Richard, und Kathleen. Im Jahre 1978 schied sich das Paar nach 40 Jahren Zusammenlebens. Zwei Jahre später heiratete Davis Marilyn R. Westlie. John E. Davis starb am 12. Mai 1990 in Rancho Mirage, Kalifornien.